# Rohr (Rohrbach)
Rohr ist ein Kirchdorf in der Hallertau und ein Ortsteil der Gemeinde Rohrbach im oberbayerischen Landkreis Pfaffenhofen an der Ilm. Der Ort wird vor allem durch seine Bauernhöfe und den Hopfenanbau geprägt.

## Geografische Lage
Rohr liegt im tertiären Hügelland der Hallertau, westlich der Ilm.

## Geschichte
Der Ortsname Rohr leitet sich vom Flurnamen „Rohr“ für mittelhochdeutsch rör ab, was eine Menge von Rohr bzw. Röhricht bedeutet. Der Ort gehörte in der Gebietsherrschaft stets zur Hofmark Rohrbach.
Am 1. Januar 1972 wurde die Gemeinde Rohr mit ihrem Ortsteil Rinnberg in die Gemeinde Rohrbach eingegliedert.

## Sehenswürdigkeiten
- Die Kirche St. Stephanus wurde 1879 am südlichen Ortsrand im Ludovizianischen Stil neu errichtet.
- Siehe auch: Liste der Baudenkmäler in Rohrbach (Ilm)#Weitere Ortsteile

## Persönlichkeiten
- Anton Nagel (1742–1812), Historiker und Dichter; wirkte 1790 bis 1803 als Pfarrer in Rohr.

## Vereine
- Freiwillige Feuerwehr Rohr
- Schützenverein Eichenlaub Rohr e.V.
- Krieger- und Kameradenverein Rohr / Gambach
- Obst- und Gartenbauverein Rohr
- SpVgg Hallertau 02

## Regelmäßige Veranstaltungen
- Jedes Jahr am 1. Mai wird in der Dorfmitte ein Maibaum aufgestellt.
- Im letzten Juni-Wochenende findet das Dorffest statt.